# 沙夫伦德
沙夫伦德（德語：Schafflund）是德国石勒苏益格－荷尔斯泰因州的一个市镇。总面积19.09平方公里，总人口2379人，其中男性1166人，女性1213人（2011年12月31日），人口密度125人/平方公里。